# Gạn bạch cầu
Gạn bạch cầu là phương pháp tách các tế bào bạch cầu từ một mẫu máu. Đó là một phương pháp đặc biệt của kỹ thuật phân tách máu.
Gạn bạch cầu có thể được thực hiện để điều trị tăng bạch cầu nặng, thu thập tế bào máu tự thân để sau này cấy lại vào bệnh nhân, hoặc lấy tế bào cho mục đích nghiên cứu. Trong trường hợp các bệnh huyết học ác tính như bệnh bạch cầu mạn tính, số lượng tế bào bạch cầu quá cao có thể gây tắc mạch do tăng bạch cầu và tăng độ nhớt của máu (bệnh bạch cầu cấp có số lượng bạch cầu biến đổi trong khi mạn tính thường có số lượng bạch cầu cao hơn). Điều này có thể ảnh hưởng đến mao mạch võng mạc dẫn đến thay đổi thị lực, tắc mạch phổi  dẫn đến khó thở do giảm hiệu quả trao đổi oxy, cũng như hệ thống cơ quan khác như não gây biểu hiện lâm sàng rõ ràng với suy giảm thần kinh.
Gạn bạch cầu cũng có thể được sử dụng để thu thập tế bào máu của chính bệnh nhân dành cho cấy ghép sau này. Các tế bào bạch cầu có thể được lấy ra để bảo vệ chúng khỏi bị tổn thương trước khi hóa trị liều cao, sau đó truyền lại vào bệnh nhân, thường được sử dụng trong điều trị ung thư vú. Một chỉ định mới nhờ thu thập tế bào thông qua gạn bạch cầu là để kích thích hệ thống miễn dịch của bệnh nhân đến tấn công tế bào ung thư tuyến tiền liệt.
Ngoài ra, có thể chỉ tách bỏ các tế bào bạch cầu hạt, đại thực bào và mono có còn số lượng tế bào lympho phần lớn không thay đổi. Đây là một phương pháp điều trị cho bệnh tự miễn như viêm đại tràng < và  viêm khớp dạng thấp, nơi những tế bào đóng vai trò hoạt hóa quá trình viêm.
Gạn bạch cầu, đặc biệt là bạch cầu hạt hiếm khi được thực hiện trong quá trình hiến máu. Các sản phẩm là được thu thập bởi hệ thống phân tách máu tự động, và được sử dụng cho bệnh nhiễm trùng hệ thống ở bệnh nhân hạ bạch cầu. 